# AS Řím
Associazione Sportiva Roma (v Česku zkráceně jen Řím) je italský fotbalový klub hrající v sezóně 2025/26 v 1. italské fotbalové lize sídlící ve městě Řím v regionu Lazio.
Klub vznikl 7. června 1927 sloučením tří městských klubů, hrající tehdejší nejvyšší soutěž – SS Alba Řím (zal. 1907), SGS Fortitudo (zal. 1908) a FBC Řím (zal. 1901). O tento akt se zasloužil Italo Foschi, který chtěl vytvořit silné, konkurenceschopné družstvo, které by se vyrovnalo velkoklubům ze severu Itálie. V počátcích své existence hrál AS Řím své domácí zápasy na stadionu Motovelodromo Appio, než se v listopadu 1929 přestěhoval na nový Campo Testaccio. První větší úspěch zaznamenal klub v sezóně 1930/31, kdy skončil v Sérii A celkové druhý za mistry z Juventusu. To si zopakoval i v sezoně 1935/36. V italském poháru v ročníku 1936/37 prohrál ve finále nad klubem z Janova. Ve finále prohrál i v ročníku 1940/41 s klubem z Benátek, ale v příští sezoně 1941/42 získal první titul.
Po válce se klub potácel na spodních příčkách v tabulce ligy a v sezoně 1950/51 zakončil na 19. místě a sestoupil do druhé ligy. V ní strávil nejkratší možnou dobu a postoupil zpět do nejvyšší ligy. Během padesátých let minulého století střídali vlci v lize dobré výkony, jako například třetí místo v sezoně 1954/55, nebo také špatné výkony v sezoně 1956/57, když se znovu dotkl sestupu. V ročníku 1960/61 vyhrál Veletržní pohár. Na domácí půdě dvakrát vyhrál italský pohár (1963/64 a 1968/69).
V sedmdesátých letech minulého století pro klub bylo nejlepší umístění třetí místo v sezoně 1974/75 a nejhorší 12. místo v málem sestupové sezoně 1978/79. Ale i tak se potom vlkům podařilo dva krátpo sobě získat italský pohár (1979/80 a 1980/81). Druhý mistrovský titul získal klub v sezoně 1982/83, kdy získal o čtyři body více než Juventus FC. V Ročníku 1983/84 si Římané zahráli finále poháru PMEZ, kde ale na penalty podlehli Liverpoolu. Do dalšího finále na evropské scéně se AS Řím probojval v ročníku 1990/91 v poháru UEFA, kdy podlehl Interu Milán (0:2, 1:0).
Historicky třetí titul mistra ligy získal klub v sezoně 2000/01 když o dva body předstihl Juventus FC. V nultých letech 21. století rovněž Římané dvakrát zvítězili v italském poháru (2006/07,2007/08). V Sérii A od zisku třetího titulu skončil AS Řím čtyřikrát na druhém místě. Na evropské scéně se za tu dobu Římané dostali do semifinále v Lize mistrů v sezoně 2017/18, v sezoně 2021/2022 pak po vítězství ve finále Konferenční ligy 1-0 nad Feyenoordem Rotterdam získali svou první evropskou trofej.
Nejvyšší italskou soutěž hraje klub kontinuálně, kromě jedné sezony ve druhé lize (1951/52), již od sezony 1927/28.

## Změny názvu klubu
Od 1927 AS Řím (Associazione Sportiva Roma)

## Získané trofeje

### Vyhrané domácí soutěže
- 1. italská liga ( 3x )

1941/42, 1982/83, 2000/01
- 2. italská liga ( 1x )

1951/52
- Italský pohár ( 9x )

1963/64, 1968/69, 1979/80, 1980/81, 1983/84, 1985/86, 1990/91, 2006/07, 2007/08
- Italský superpohár ( 2x )

2001, 2007

### Vyhrané mezinárodní soutěže
- Veletržní pohár ( 1x )

1960/61
- Konferenční liga UEFA ( 1x )

2021/22

#### Medailové umístění
| Medaile umístění                 | Sezona |
| -------------------------------- | --- |
| Serie A                          | 1941/42, 1982/83, 2000/01 |
| Serie A                          | 1930/31, 1935/36, 1980/81, 1983/84, 1985/86, 2001/02, 2003/04, 2005/06, 2006/07, 2007/08, 2009/10, 2013/14, 2014/15, 2016/17 |
| Serie A                          | 1931/32, 1954/55, 1981/82, 1987/88, 2015/16, 2017/18                                                                         |
| Italský pohár                    | 1963/64, 1968/69, 1979/80, 1980/81, 1983/84, 1985/86, 1990/91, 2006/07, 2007/08                                              |
| Italský pohár                    | 1936/37, 1940/41, 1992/93, 2002/03, 2004/05, 2005/06, 2009/10, 2012/13                                                       |
| Italský superpohár               | 2001, 2007 |
| Italský superpohár               | 1991, 2006, 2008, 2010 |
| Liga mistrů                      | 1983/84 |
| Veletržní pohár                  | 1960/61 |
| Pohár UEFA · +Evropská liga UEFA | 1990/91, 2022/23 |
| Konferenční liga UEFA            | 2021/22 |

## Soupiska
Aktuální k 3. 2. 2025
| Číslo |                   | Pozice | Hráč                         |
| ----- | ----------------- | ------ | ---------------------------- |
| 2     | Nizozemsko        | O      | Devyne Rensch                |
| 3     | Španělsko         | O      | Angeliño                     |
| 4     | Itálie            | Z      | Bryan Cristante              |
| 5     | Pobřeží slonoviny | O      | Evan N'Dicka                 |
| 7     | Itálie            | Z      | Lorenzo Pellegrini (kapitán) |
| 11    | Ukrajina          | Ú      | Artem Dovbyk                 |
| 12    | Saúdská Arábie    | O      | Saud Abdulhamid              |
| 14    | Uzbekistán        | Ú      | Eldor Šomurodov              |
| 15    | Německo           | O      | Mats Hummels                 |
| 16    | Argentina         | Z      | Leandro Paredes              |
| 17    | Francie           | Z      | Kouadio Koné                 |
| 18    | Argentina         | Ú      | Matías Soulé                 |
| 19    | Turecko           | Z      | Mehmet Zeki Çelik            |

| Číslo |            | Pozice | Hráč                |
| ----- | ---------- | ------ | ------------------- |
| 21    | Argentina  | Z      | Paulo Dybala        |
| 23    | Itálie     | O      | Gianluca Mancini    |
| 25    | Dánsko     | O      | Victor Nelsson      |
| 27    | Francie    | Z      | Lucas Gourna-Douath |
| 34    | Nizozemsko | O      | Anass Salah-Eddine  |
| 35    | Itálie     | Ú      | Tommaso Baldanzi    |
| 56    | Belgie     | Z      | Alexis Saelemaekers |
| 61    | Itálie     | Z      | Niccolò Pisilli     |
| 66    | Španělsko  | O      | Buba Sangarè        |
| 92    | Itálie     | Ú      | Stephan El Shaarawy |
| 95    | Itálie     | B      | Pierluigi Gollini   |
| 99    | Srbsko     | B      | Mile Svilar         |

## Účast v ligách
| Úroveň soutěže | Název soutěže (nynější název) | První hraná sezona | Poslední hraná sezona | celkem odehraných sezon |
| -------------- | ----------------------------- | ------------------ | --------------------- | ----------------------- |
| 1              | Serie A                       | 1927/28            | 2024/25               | 95                      |
| 2              | Serie B                       | 1951/52            | 1951/52               | 1                       |

Historická tabulka Serie A od sezony 1929/30 do 2024/25.
| Celkové místo | Odehraných sezon | Celkem bodů | Celkem zápasů | Celkem výher | Celkem remíz | Celkem proher | Celkové skore |
| ------------- | ---------------- | ----------- | ------------- | ------------ | ------------ | ------------- | ------------- |
| 4             | 92               | 4149        | 3114          | 1324         | 919          | 871           | 4597:3522     |

## Fotbalisté

### Podle oficiálních zápasů
| Celkový počet zápasů | Celkový počet zápasů | Celkový počet zápasů |  | V lize | V lize            | V lize |  | V domácím poháru | V domácím poháru       | V domácím poháru |  | V Evropských pohárech | V Evropských pohárech | V Evropských pohárech |
| Pořadí               | Jméno                | Počet                |  | Pořadí | Jméno             | Počet  |  | Pořadí           | Jméno                  | Počet            |  | Pořadí                | Jméno                 | Počet                 |
| 1.                   | Francesco Totti      | 785                  |  | 1.     | Francesco Totti   | 618    |  | 1.               | Giuseppe Giannini      | 78               |  | 1.                    | Francesco Totti       | 103                   |
| 2.                   | Daniele De Rossi     | 616                  |  | 2.     | Daniele De Rossi  | 459    |  | 2.               | Sergio Santarini       | 70               |  | 2.                    | Daniele De Rossi      | 98                    |
| 3.                   | Giacomo Losi         | 455                  |  | 3.     | Giacomo Losi      | 386    |  | 3.               | Bruno Conti            | 64               |  | 3.                    | Aldair                | 64                    |
| 4.                   | Sergio Santarini     | 439                  |  | 4.     | Sergio Santarini  | 344    |  | 4.               | Sebastiano Nela        | 63               |  | 4.                    | Lorenzo Pellegrini    | 57                    |
| 5.                   | Giuseppe Giannini    | 437                  |  | 5.     | Guido Masetti     | 337    |  | 5.               | Francesco Totti        | 59               |  | 5.                    | Bryan Cristante       | 54                    |
| 6.                   | Aldair               | 436                  |  | 6.     | Aldair            | 330    |  | 6.               | Franco Tancredi        | 58               |  | 6.                    |                       |                       |
| 7.                   | Bruno Conti          | 402                  |  | 7.     | Giuseppe Giannini | 318    |  | 7.               | Daniele De Rossi       | 55               |  | 7.                    |                       |                       |
| 8.                   | Sebastiano Nela      | 396                  |  | 8.     | Bruno Conti       | 304    |  | 8.               | Agostino Di Bartolomei | 52               |  | 8.                    |                       |                       |
| 9.                   | Franco Tancredi      | 389                  |  | 9.     | Franco Tancredi   | 288    |  | 9.               | Roberto Pruzzo         | 48               |  | 9.                    |                       |                       |
| 10.                  | Guido Masetti        | 363                  |  | 10.    | Sebastiano Nela   | 281    |  | 10.              | Aldair                 | 41               |  | 10.                   |                       |                       |

### Podle vstřelených branek
| Celkový počet branek | Celkový počet branek | Celkový počet branek |  | V lize | V lize            | V lize |  | V domácím poháru | V domácím poháru       | V domácím poháru |  | V Evropských pohárech | V Evropských pohárech | V Evropských pohárech |
| Pořadí               | Jméno                | Počet                |  | Pořadí | Jméno             | Počet  |  | Pořadí           | Jméno                  | Počet            |  | Pořadí                | Jméno                 | Počet                 |
| 1.                   | Francesco Totti      | 307                  |  | 1.     | Francesco Totti   | 250    |  | 1.               | Roberto Pruzzo         | 20               |  | 1.                    | Francesco Totti       | 38                    |
| 2.                   | Roberto Pruzzo       | 138                  |  | 2.     | Roberto Pruzzo    | 106    |  | 2.               | Giuseppe Giannini      | 19               |  | 2.                    | Edin Džeko            | 32                    |
| 3.                   | Edin Džeko           | 119                  |  | 3.     | Edin Džeko        | 85     |  | 3.               | Francesco Totti        | 18               |  | 3.                    | Pedro Manfredini      | 18                    |
| 4.                   | Amedeo Amadei        | 110                  |  | 4.     | Amedeo Amadei     | 85     |  | 4.               | Ruggiero Rizzitelli    | 17               |  | 4.                    | Marco Delvecchio      | 13                    |
| 5.                   | Rodolfo Volk         | 1106                 |  | 5.     | Vincenzo Montella | 83     |  | 5.               | Agostino Di Bartolomei | 15               |  | 5.                    | Lorenzo Pellegrini    | 13                    |
| 6.                   | Vincenzo Montella    | 101                  |  | 6.     | Abel Balbo        | 78     |  | 6.               | Pierino Prati          | 13               |  | 6.                    |                       |                       |
| 7.                   | Pedro Manfredini     | 101                  |  | 7.     | Rodolfo Volk      | 78     |  | 7.               | Rudi Völler            | 11               |  | 7.                    |                       |                       |
| 8.                   | Abel Balbo           | 87                   |  | 8.     | Pedro Manfredini  | 77     |  | 8.               | Mancini                | 11               |  | 8.                    |                       |                       |
| 9.                   | Marco Delvecchio     | 83                   |  | 9.     | Dino Da Costa     | 71     |  | 9.               | Amedeo Amadei          | 11               |  | 9.                    |                       |                       |
| 10.                  | Dino Da Costa        | 79                   |  | 10.    | Marco Delvecchio  | 62     |  | 10.              | Franco Cordova         | 10               |  | 10.                   |                       |                       |

### Rekordní přestupy
| Nákup  | Nákup               | Nákup     | Nákup      | Nákup           |  | Prodej | Prodej               | Prodej    | Prodej    | Prodej         |
| Pořadí | Jméno               | sezona    | klub       | částka          |  | Pořadí | Jméno                | sezona    | klub      | částka         |
| 1.     | Patrik Schick       | 2018/2019 | Sampdoria  | 42 mil. Euro    |  | 1.     | Alisson              | 2018/2019 | Liverpool | 72,5 mil. Euro |
| 2.     | Tammy Abraham       | 2021/2022 | Chelsea    | 41 mil. Euro    |  | 2.     | Mohamed Salah        | 2017/2018 | Liverpool | 42 mil. Euro   |
| 3.     | Gabriel Batistuta   | 2000/2001 | Fiorentina | 36,15 mil. Euro |  | 3.     | Radja Nainggolan     | 2018/2019 | Inter     | 38 mil. Euro   |
| 4.     | Antonio Cassano     | 2001/2002 | Bari       | 31 mil. Euro    |  | 4.     | Konstantinos Manolas | 2019/2020 | Neapol    | 36 mil. Euro   |
| 5.     | Bryan Cristante     | 2019/2020 | Atalanta   | 30,6 mil. Euro  |  | 5.     | Antonio Rudiger      | 2017/2018 | Chelsea   | 35 mil. Euro   |
| 6.     | Artem Dovbyk        | 2024/2025 | Girona     | 30,5 mil. Euro  |  | 6.     | Miralem Pjanic       | 2016/2017 | Juventus  | 32 mil. Euro   |
| 7.     | Leonardo Spinazzola | 2019/2020 | Juventus   | 29,5 mil. Euro  |  | 7.     | Marquinhos           | 2013/2014 | PSG       | 31,4 mil. Euro |
| 8.     | Steven Nzonzi       | 2018/2019 | Sevilla    | 26,65 mil. Euro |  | 8.     | Erik Lamela          | 2013/2014 | Tottenham | 30 mil. Euro   |
| 9.     | Marash Kumbulla     | 2021/2022 | Verona     | 26,65 mil. Euro |  | 9.     | Roger Ibañez         | 2023/2024 | Al Ahli   | 28,5 mil. Euro |
| 10.    | Vincenzo Montella   | 1999/2000 | Sampdoria  | 25,82 mil. Euro |  | 10.    | Hidetoshi Nakata     | 2001/2002 | Parma     | 28,4 mil. Euro |

## Nejlepší střelci v soutěžích
| Nejlepší střelci v lize (9 prvenství) | Nejlepší střelci v pohárech (7)        | Nejlepší střelci v evropských pohárech (5) |
| ------------------------------------- | -------------------------------------- | ------------------------------------------ |
| Rodolfo Volk (1930/31) 29 branek      | Pedro Manfredini (1963/64) 5 branek    | Pedro Manfredini (VP 1960/61) ? branek     |
| Enrique Guaita (1934/35) 28 branek    | Roberto Pruzzo (1979/80) 6 branek      | Pedro Manfredini (VP 1962/63) ? branek     |
| Dino da Costa (1956/57) 22 branek     | Rudi Völler (1990/91) 4 branky         | Rudi Völler (PU 1990/91) 10 branek         |
| Pedro Manfredini (1962/63) 19 branek  | Ruggiero Rizzitelli (1990/91) 4 branky | Edin Džeko (EL 2016/17) 8 branek           |
| Roberto Pruzzo (1980/81) 18 branek    | Simone Perrotta (2006/07) 4 branky     | Borja Mayoral (EL 2020/21) 7 branek        |
| Roberto Pruzzo (1981/82) 15 branek    | Mattia Destro (2012/13) 5 branek       |                                            |
| Roberto Pruzzo (1985/86) 19 branek    | Gervinho (2013/14) 3 branky            |                                            |
| Francesco Totti (2006/07) 26 branek   |                                        |                                            |
| Edin Džeko (2016/17) 29 branek        |                                        |                                            |

## Na velkých turnajích

### Vítězové Mistrovství světa
- Attilio Ferraris (MS 1934)
- Enrique Guaita (MS 1934)
- Guido Masetti (MS 1934)
- Aldo Donati (MS 1938)
- Guido Masetti (MS 1938)
- Eraldo Monzeglio (MS 1938)
- Pietro Serantoni (MS 1938)
- Bruno Conti (MS 1982)
- Rudi Völler (MS 1990)
- Thomas Berthold (MS 1990)
- Aldair (MS 1994)
- Vincent Candela (MS 1998)
- Cafu (MS 2002)
- Daniele De Rossi (MS 2006)
- Francesco Totti (MS 2006)
- Simone Perrotta (MS 2006)
- Paulo Dybala (MS 2022)

### Účastníci Mistrovství světa
- Egisto Pandolfini (MS 1954)
- Carlo Galli (MS 1954)
- Giacomo Losi (MS 1962)
- Giampaolo Menichelli (MS 1962)
- Paolo Barison (MS 1966)
- Paolo Conti (MS 1978)
- Falcão (MS 1982)
- Sebastiano Nela (MS 1986)
- Carlo Ancelotti (MS 1986)
- Franco Tancredi (MS 1986)
- Bruno Conti (MS 1986)
- Zbigniew Boniek (MS 1986)
- Giuseppe Giannini (MS 1990)
- Thomas Häßler (MS 1994)
- Claudio Caniggia (MS 1994)
- Abel Balbo (MS 1994)
- Luigi Di Biagio (MS 1998)
- Cafu (MS 1998)
- Aldair (MS 1998)
- Michael Konsel (MS 1998)
- Abel Balbo (MS 1998)
- Christian Panucci (MS 2002)
- Francesco Totti (MS 2002)
- Damiano Tommasi (MS 2002)
- Marco Delvecchio (MS 2002)
- Vincenzo Montella (MS 2002)
- Vincent Candela (MS 2002)
- Walter Samuel (MS 2002)
- Leandro Cufré (MS 2006)
- Samuel Kuffour (MS 2006)
- Daniele De Rossi (MS 2010)
- Nicolás Burdisso (MS 2010)
- Juan (MS 2010)
- Júlio Baptista (MS 2010)
- Doni (MS 2010)
- Daniele De Rossi (MS 2014)
- Maicon (MS 2014)
- Vasilis Torosidis (MS 2014)
- Miralem Pjanić (MS 2014)
- Federico Fazio (MS 2018)
- Alisson (MS 2018)
- Aleksandar Kolarov (MS 2018)
- Nicola Zalewski (MS 2022)
- Rui Patrício (MS 2022)
- Matías Viña (MS 2022)

### Vítězové Mistrovství Evropy
- Vincent Candela (ME 2000)
- Traianos Dellas (ME 2004)
- Leonardo Spinazzola (ME 2020)
- Bryan Cristante (ME 2020)

### Účastníci Mistrovství Evropy
- Romeo Benetti (ME 1980)
- Roberto Pruzzo (ME 1980)
- Giuseppe Giannini (ME 1988)
- Rudi Völler (ME 1988)
- Rudi Völler (ME 1992)
- Thomas Häßler (ME 1992)
- Amedeo Carboni (ME 1996)
- Vincenzo Montella (ME 2000)
- Francesco Totti (ME 2000)
- Marco Delvecchio (ME 2000)
- Francesco Antonioli (ME 2000)
- Christian Panucci (ME 2004)
- Francesco Totti (ME 2004)
- Antonio Cassano (ME 2004)
- Olivier Dacourt (ME 2004)
- Christian Panucci (ME 2008)
- Daniele De Rossi (ME 2008)
- Simone Perrotta (ME 2008)
- Alberto Aquilani (ME 2008)
- Daniele De Rossi (ME 2012)
- Fabio Borini (ME 2012)
- Maarten Stekelenburg (ME 2012)
- Simon Kjær (ME 2012)
- Alessandro Florenzi (ME 2016)
- Daniele De Rossi (ME 2016)
- Stephan El Shaarawy (ME 2016)
- Lucas Digne (ME 2016)
- Norbert Gyömbér (ME 2016)
- Wojciech Szczęsny (ME 2016)
- Radja Nainggolan (ME 2016)
- Stephan El Shaarawy (ME 2024)
- Bryan Cristante (ME 2024)
- Gianluca Mancini (ME 2024)
- Lorenzo Pellegrini (ME 2024)
- Rasmus Kristensen (ME 2024)
- Nicola Zalewski (ME 2024)
- Romelu Lukaku (ME 2024)
- Zeki Çelik (ME 2024)
- Rui Patrício (ME 2024

### Vítězové Copa América
- Renato Gaúcho (CA 1989)
- Daniel Fonseca (CA 1995)
- Aldair (CA 1997)
- Antônio Carlos Zago (CA 1999)
- Cafu (CA 1999)
- Mancini (CA 2004)
- Doni (CA 2007)
- Leandro Paredes (CA 2024)

### Účastníci Copa América
- Abel Balbo (CA 1995)
- Aldair (CA 1995)
- Emerson (CA 2001)
- Nicolás Burdisso (CA 2011)
- Víctor Ibarbo (CA 2015)

### Vítězové Afrického poháru národů
- Gervinho (APN 2015)
- Evan Ndicka (APN 2023)

### Účastníci Afrického poháru národů
- Samuel Kuffour (APN 2006)
- Houssine Kharja (APN 2006)
- Ahmed Barusso (APN 2008)
- Seydou Keita (APN 2015)
- Mohamed Salah (APN 2017)
- Ebrima Darboe (APN 2021)
- Amadou Diawara (APN 2021)
- Houssem Aouar (APN 2023)

### Účastníci Olympijských her
- Attilio Ferraris (OH 1928)
- Arcadio Venturi (OH 1952)
- Amos Cardarelli (OH 1952)
- Franco Tancredi (OH 1984)
- Sebastiano Nela (OH 1984)
- Roberto Muzzi (OH 1992)
- Marco Delvecchio (OH 1996)
- Aldair (OH 1996)
- Hidetoshi Nakata (OH 2000)
- Cristiano Zanetti (OH 2000)
- Daniele De Rossi (OH 2004)
- Ivan Pelizzoli (OH 2004)
- Sadiq Umar (OH 2016)

### Síň slávy
Přidáni v roce 2012:
- Franco Tancredi (1977–90)
- Cafu (1997–03)
- Giacomo Losi (1954–69)
- Aldair (1990-03)
- Francesco Rocca (1972–81)
- Fulvio Bernardini (1928–39)
- Agostino Di Bartolomei (1972–75; 1976–84)
- Falcão (1980–85)
- Bruno Conti (1973–75; 1976–78; 1979–91)
- Roberto Pruzzo (1978–88)
- Amedeo Amadei (1936–38; 1939–48)

Přidáni v roce 2013:
- Attilio Ferraris (1927–34; 1938–39)
- Sebino Nela (1981–92)
- Giuseppe Giannini (1981–96)
- Vincenzo Montella (1999–09)

Přidáni v roce 2014:
- Alcides Ghiggia (1953–61)
- Carlo Ancelotti (1979–87)
- Rudi Völler (1987–92)
- Vincent Candela (1997–05)

Přidáni v roce 2015:
- Guido Masetti (1930–43)
- Sergio Santarini (1968–81)
- Damiano Tommasi (1996–06)
- Gabriel Batistuta (2000–03)

Přidáni v roce 2016:
- Giorgio Carpi (1927–37)
- Toninho Cerezo (1983–86)
- Giancarlo De Sisti (1960–65; 1974–79)
- Arcadio Venturi (1948–1957)

Přidán v roce 2017:
- Francesco Totti (1992–2017)

Přidáni v roce 2018:
- Mario De Micheli (1927–32)
- Giuliano Taccola (1967–69)
- Rodolfo Volk (1928–1933)